# Телихий
| Период  | Серия         | Етаж      | млн. год.   |
| ------- | ------------- | --------- | ----------- |
| Девон   | Долен девон   | Локовий   | младши      |
| Силур   | Придолий      |           | 423–419,2   |
| Силур   | Лудлоу        | Лудфордий | 425,6–423   |
| Силур   | Лудлоу        | Горстий   | 427,4–425,6 |
| Силур   | Уенлок        | Хомерий   | 430,5–427,4 |
| Силур   | Уенлок        | Шайнуудий | 433,4–430,5 |
| Силур   | Ландъврий     | Телихий   | 438,5–433,4 |
| Силур   | Ландъврий     | Аероний   | 440,8–438,5 |
| Силур   | Ландъврий     | Руданий   | 443,4–440,8 |
| Ордовик | Горен ордовик | Хирнантий | старши      |

Телихий е най-горният етаж на серията ландъврий от периода силур. Телихий започва преди около 438,5 милиона години и продължава допреди около 433,4 милиона години. Предшестван е от аероний и на свой ред е последван от шайнуудий.
Етажът е именуван на малкото селце Пен лан Телих, южно от Ландъври (Уелс). Името е предложено през 1971 г. от групата британски геолози на LRM Кокс.
Долната граница е над хоризонта на изчезване на брахиопода Eocoelia intermedia и под първата поява на друг брахиопод Eocoelia curtisi. Таванът на етажа за сега е определен само бегло. Намира се между основата на Acritarcha биозона 5 и изчезването на конодонта Pterospathodus amorphognathoides. GSSP за телихий е разположен в местността на фермата Cefn Cerig или пътя, който води до фермата, в Ландъври (Уелс).